# 克斯廷·蒂勒
克斯廷·蒂勒（德語：Kerstin Thiele，1986年8月26日—），生于里萨，德国女子柔道运动员。她曾代表德国参加2012年夏季奥林匹克运动会柔道比赛，获得女子70公斤级银牌。